# Manuel José Carneiro

Manuel José Carneiro (Vitória, Porto, 23 de maio de 1804 – Vitória, Porto, 19 de janeiro de 1865) foi um arquiteto, professor e pintor português, com papel destacado no ensino artístico e na organização cultural no Porto oitocentista.

## Biografia
Filho de Manuel José Carneiro, natural de Refojos de Riba d’Ave da Casa do Cerrado de Vila, e de Teresa de Jesus Carneiro, foi meio‑irmão do matemático José Carneiro da Silva. Formou-se em Desenho e Matemática na antiga Academia Real da Marinha e Comércio do Porto.
Durante o Cerco do Porto (1832), integrou o  Batalhão de Voluntários do Porto, pela causa liberal.
Nomeado substituto de Desenho Histórico da Academia Portuense de Belas-Artes em 1836, apenas tomou posse em 1842 como substituto interino de Arquitetura Civil e Naval. Em 1852, assumiu interinamente a aula de Pintura histórica, e em 1864 foi nomeado professor proprietário da cadeira de Arquitetura Civil.
Teve papel importante como Secretário da Academia, organizando as Exposições Trienais, coordenando a correspondência e a contabilidade, gerindo também a biblioteca e o museu anexos à Academia.
Foi o primeiro professor de José Sardinha, e também mestre estimado de nomes como Soares dos Reis e João António Correia. Foi reconhecido por sua erudição em Arte e Filologia, sendo uma figura central no meio cultural e académico do Porto.
Faleceu subitamente em 19 de janeiro de 1865, sendo interinamente substituído por Manuel de Almeida Ribeiro.

## Atividade cultural e associativa
Em 1835, foi cofundador e secretário da primeira associação artística portuguesa: a Associação Portuense dos Artistas de Pintura, Escultura e Arquitectura, também conhecida como Dos Amigos das Artes. Aprovada por portaria régia de 2 de novembro de 1835, tinha sede no Atheneu D. Pedro, e colaborava com a jovem Academia e o museu portuense em formação.
Foi membro da comissão que recomendou à Câmara Municipal do Porto a aquisição do espólio de João Allen, importante colecionador portuense, para formação do Museu Municipal, hoje Museu Nacional Soares dos Reis.
Em 1864, foi um dos sócios fundadores da Real Associação de Arquitectos Civis e Arqueólogos Portugueses.

## Exposições e produção artística
Participou em várias Exposições Trienais da Academia Portuense, onde apresentou:
- Planta, corte e alçado de uma Academia de Belas Artes (1851)
- Projeto de tribunal civil (1854)
- Projeto de colégio (1857)
- Projeto de edifício para exposições de belas artes (1863)

Publicou artigos como os Apontamentos para a Biographia de Pintores, Escultores e Architectos no jornal *Periódico dos Pobres* (1856–1857). Foi amigo de Auguste Roquemont, de quem herdou vários desenhos a sépia.
O seu retrato, pintado por João António Correia em 1860, esteve exposto na Trienal de 1860 e na Exposição Internacional do Porto (1865). Atualmente encontra-se no Museu Nacional Soares dos Reis.

## Referencias
1. ↑  Basto, João Maria Távora de Magalhães (2012). José Geraldo da Silva Sardinha (1845–1906) para a Academia Portuense de Belas Artes (Mestrado). Faculdade de Letras da Universidade do Porto Parâmetro desconhecido |orientador= ignorado (ajuda)
2. ↑  AFBAUP – Arquivo da Faculdade de Belas Artes da Universidade do Porto, Conferências Ordinárias e Correspondência para o Governo (1842–1865).
3. ↑  CARNEIRO, Manuel José – Apontamentos para a Biographia de Pintores, Escultores e Architectos, in Periódico dos Pobres, Porto, 1856–1857.